# Eucithara gradata
Eucithara gradata é uma espécie de gastrópode do gênero Eucithara, pertencente à família Mangeliidae.